# ワールドウォッチング
『ワールドウォッチング』（World Watching）は、NHK教育テレビジョンで1992年4月6日から1994年3月17日まで放送されていた中学生・高校生向けの学校放送（教科：公民）である。

## 概要
ゲストの専門家と社会問題と国際情報を解説していた。

## 放送時間
| 期間                         | 放送時間                      |
| ---------------------------- | ----------------------------- |
| 1992年4月6日 - 1994年3月17日 | 月曜日 - 木曜日 12:15 - 12:25 |

## キャスター
- 松尾貴史[3]